# 전주동중학교
전주동중학교(全州東中學校)는 대한민국 전북특별자치도 전주시 덕진구 인후동2가에 있는 공립 중학교이다.

## 학교 연혁
- 1951년 8월 31일 : 교육법 개정으로 전주농림고등학교에서 분리인가(3학급)
- 1984년 5월 2일 : 개교 기념일 변경(1951. 9. 1로 변경)
- 2000년 3월 1일 : 남, 여 공학 학급편성
- 2022년 3월 1일 : 제22대 강신미 교장 부임
- 2024년 1월 5일 : 제73회 졸업식 (258명 졸업, 총 26,808명 졸업)
- 2024년 3월 4일 : 2024학년도 입학식 (신입생 255명 입학)

## 참고 자료
- 전주동중학교 - 한국교육학술정보원 학교알리미